# 郭充
郭 充（かく じゅう）は、前燕の慕容仁の幕僚である。

## 概要
高句麗の4世紀以降の国家発展に無視できない役割を果たした中国人の高句麗流入者であり、336年（建武2年）に慕容皝の討伐にあい、同じく慕容仁の幕僚である冬寿とともに高句麗に亡命した。